# امپدوکلس
امپدوکلس یا امپدکلس یا انباذقلس (به یونانی: Ἐμπεδοκλῆς) (به انگلیسی: Empedoklēs) فیلسوف پیشاسقراطی مکتب چندگانه‌گرایی بود.
در مورد مرگ او داستان‌های عجیبی وجود دارد که معروف‌ترین آن‌ها این است که وی خود را به دهانه آتشفشان اتنا افکند تا مردم تصور کنند که به آسمان رفته و از خدایان بوده ولی بدبختانه کفش‌های معروف برنجین خود را کنار آتشفشان جای می‌گذارد.

## زندگی
امپدوکلس در آکراگاس واقع در سیسیل متولد شد. حدود سال ۴۵۰. ق. م به شهرت رسید. پس از فیثاغورس، بارزترین نمایندهٔ التقاط‌گران علم و عرفان است. راسل به شوخی فیثاغورس و امپدوکلس را ترکیبی از فیلسوف و پیامبر و دانشمند و شارلاتان می‌خواند. سیاستمداری دموکرات بود که داعیهٔ خدایی هم داشت.
او یکی از هواداران سرسخت دموکراسی در شهر آکراگاس بود و در حوادثی که پس از مرگ ثرون فرمانروای خودکامهٔ آن شهر روی داد، نقش مهمی داشت و به همین دلیل، مردم از او خواستند که فرمانروای شهر شود؛ امّا وی این پیشنهاد را نپذیرفت. امپدوکلس به حقوق مردم معتقد و از ستمکاری بیزار بود. او بنیان‌گذار مکتب جدیدی در طب بود و مردم عقیده داشتند که دارای نیرویی شفابخش است و داستان‌هایی سحرآسا و افسانه‌ای در مورد او نقل کرده‌اند؛ مثلاً گفته شده است زنی را که به مدّت ۳۰ روز مُرده می‌پنداشته‌اند، زنده کرده است!
امپدوکلس پس از پارمنیدس دومین فیلسوفی است که فلسفهٔ خود را در قالب شعری آموزشی و حماسی ریخته است و شیوه‌ای پخته و زبانی فشرده و پُرمغز و گاه دشوار دارد. گفته می‌شود که وی مانند فیثاغورسیان خوردن گوشت جانوران و کشتار آن‌ها را گناه می‌دانسته و همچنین به تناسخ باور داشته است.
مشهورترین افسانه‌ای که دربارهٔ امپدوکلس روایت کرده‌اند، این است که او در دهانهٔ آتشفشان اتنا پرید، به خیال اینکه نمی‌میرد و جاودان می‌ماند. وی لنگه کفش خود را کنار دهانه جا گذاشت و چون عادت داشت که کفش‌های برنجین بپوشد، به آسانی شناخته شد.
البته دیوگنس لائرتیوس که این داستان را نقل می‌کند، ما را آگاه می‌سازد که تیمائوس با همه این داستان‌ها مخالف بود و صریحاً می‌گوید که وی به پلوپونز عزیمت کرد و هرگز برنگشت؛ بنابراین، گزارش نحوهٔ مرگ او مشکوک است. شاعر آلمانی، فریدریش هولدرلین شعری دربارهٔ مرگ افسانه‌وار او سروده که همچنان یک بازی ناتمام شعری است.

## علم
کشف هوا به عنوان یک عنصر مادّی منسوب به امپدوکلس است. وجود هوا را وی با این آزمایش ثابت کرد که اگر سطلی را وارونه در آب فرو ببریم، آب وارد آن نمی‌شود.
همچنین لااقل یک نمونه از نیرویی را که بعداً نیروی گریز از مرکز خوانده شد، کشف کرده بود. فهمیده بود که هرگاه یک فنجان آب را به ریسمانی ببندیم و مانند آتش‌گردان بگردانیم، آب از فنجان نمی‌ریزد.

## مابعدالطبیعه

چرخهٔ کیهانی مبتنی بر کشمکش مهر (عشق) و آفند (نفرت)

امپدوکلس در زمرهٔ فیلسوفانی بود که درصدد جمع دو نظام مابعدالطبیعی اِفِسوسی و الئایی برآمدند.
در متافیزیک امپدوکلس، عناصر اربعه، متمایز و متفاوت با هم بوده و جلوه‌های یک مادّهٔ خاص نیستند.
امپدوکلس عناصر اربعه را سرچشمهٔ زندگی مادّی می‌خواند. عناصر اربعه جاویدانند ولی ممکن است به نسبت‌های مختلفی با هم آمیخته شوند و مواد مرکبی را که ما در طبیعت می‌بینیم، به وجود آورند. تغییر، تجلّی درآمیختن و جدا شدن مواد است. «مهر» یا «عشق» عنصرها را به درآمیختن با هم و «نفرت» یا «کین» عنصرها را به گسستن دوباره از هم وامی‌دارد. مهر و کین نیز عنصرهایی مادّی هستند.
بر این اساس او هم ثبات و هم تغییر را در متافیزیکش گنجانده است. تغییر وجود دارد؛ امّا عامل تغییر آن‌گونه که هراکلیتوس می‌گفت تنها ستیزه نیست، بلکه به نظر امپدوکلس «نفرت» یا «آفند» و «مهر» یا «عشق» با هم تغییر را پدید می‌آورند. «نفرت»، «عشق» و «عناصر اربعه» هم ارکان ثابت در متافیزیک او هستند که تأثیر افکار پارمنیدس را نشان می‌دهند.
در کل امپدوکلس کوشید تا عقیدهٔ پارمنیدس که به موجب آن وجود نه می‌تواند به وجود آید و نه از بین برود، و امر بدیهی و مشهود تغیر با وضع این اصل سازش برقرار کند که اختلاط اجزای نهایی چهار عنصر، اشیای انضمامی این عالم را می‌سازد و جدایی آن‌ها از میان رفتن این اشیاء را موجب می‌شود؛ امّا وی موفق به تبیین فرایند دایره‌وار مادّی طبیعت نشد و به نیروهای اساطیری عشق و نفرت روی آورد.
در اندیشهٔ امپدوکلس جریان هستی و فعالیت دو نیروی مهر و آفند در چهار مرحله گنجانده شده است که به صورت دایره‌ای انجام می‌گیرد. مرحلهٔ نخست، یگانگی یا وحدت کامل عنصرهاست که در آن کثرت وجود نداشت و همهٔ عناصر در زیر فرمان مهر در کره هستی به هم پیوسته و بدین‌سان یکی بودند. مرحلهٔ دوم، آغاز انتقال عنصرها از یگانگی به جدایی و پراکندگی است که در اثر نفوذ نیروی آفند در کره هستی روی می‌دهد که تاکنون در بیرون آن و در پیرامون کره جای داشت. در مرحلهٔ سوم، پراکندگی و از هم جداشدگی کامل عناصر روی می‌دهد که نشانهٔ تسلط و فرمانروایی کامل نیروی ستیزه یا آفند است. در مرحلهٔ چهارم، بار دیگر بازگشت به حالت یگانگی یا وحدت عناصر روی می‌دهد. از این چهار مرحله، پیدایش هستنده‌های مشخص، تنها در دو مرحلهٔ دوم و چهارم امکان‌پذیر است؛ بنابراین، هستی جریان یک کشاکش پیوسته و جاوید است میان دو نیروی مهر و آفند که می‌توان از آن به کشاکش اضداد تعبیر کرد و یگانگی هستی را در عین بسیاری و کثرت آن را در عین وحدت، یا بسیاری آن را در عین یگانگی نشان می‌دهد. از این لحاظ می‌توان او را متأثر از اندیشه‌های هراکلیتوس شمرد.